# Pierre-Joseph Thoulier d'Olivet
Pierre-Joseph Thoulier d'Olivet (Salins-les-Bains, 1º aprile 1682 – Parigi, 8 ottobre 1768) è stato un grammatico, traduttore e abate francese.

## Biografia
Di piccola nobiltà, entrò nell'ordine dei Gesuiti, a Reims, nel 1700, e fu insegnante in vari collegi dei Gesuiti. Lasciò l'ordine nel 1713, per dedicarsi a studi di filologia, alla grammatica della lingua francese, alla traduzione delle opere di Cicerone e di Demostene e alla pubblicazione di opere di suoi contemporanei. Dopo aver scritto una traduzione della ciceroniana Della natura degli dei, fu accolto nell'Académie française, di cui divenne lo storico ufficiale. Pubblicò infatti, nel 1729, una Storia dell'Accademia francese, in continuazione di quella scritta da Paul Pellisson. Fu anche consigliere onorario della Camera dei conti di Dole.
Amico di Nicolas Boileau e professore di Voltaire, frequentò il salotto della marchesa de Lambert. Fu eletto membro della Académie française nel 1723. Divenne uno dei più attivi curatori Dizionario.

## Opere
- Histoire de l'Academie françoise, II. Depuis 1652 jusqu'à 1700 (1729) Testo online
- Traité de la prosodie françoise  (1737) Testo online
- Remarques de grammaire sur Racine (1738).
- Remarques sur la langue françoise (1767, 1771) Contient : Prosodie françoise, Essais de grammaire, Remarques sur Racine et Réponse de M. de Voltaire à M. l'Abbé d'Olivet sur la nouvelle édition de la Prosodie. Réédition : 1968.

Traduzioni
- Les Catilinaires de Cicéron, oraisons première, seconde, troisième et quatrième, en latin et en françois (1726) Testo online
- Oraisons de Démosthène et de Cicéron (1727)
- Entretiens sur la nature des dieux, de Cicéron (1731)
- Tusculane de Cicéron sur le mépris de la mort (1732)
- Philippiques de Démosthène et Catilinaires de Cicéron (1736)
- Pensées de Cicéron, traduites pour servir à l'éducation de la jeunesse (1744)

Edizione
- Huetiana, ou Pensées diverses de M. Huet (1722) Recueil de textes scientifiques et littéraires.

Corrispondenza
- Correspondance littéraire du président Bouhier, Lettres de Pierre-Joseph Thoulier abbé d'Olivet (1719 1745), PU Saint-Etienne, 1997.